# Actualité
Pour les articles homonymes, voir Actualité (homonymie).
Pour l’article ayant un titre homophone, voir ActuaLitté.

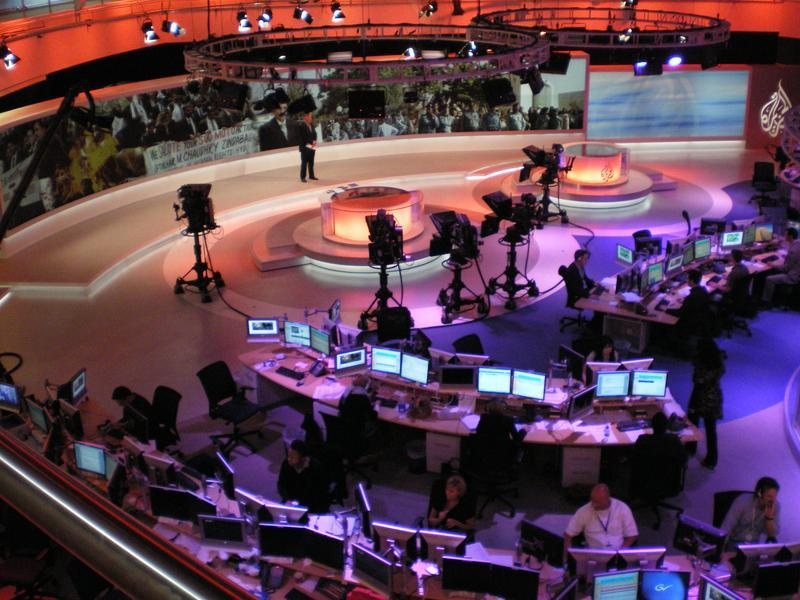
Le studio des actualités d'Al Jazeera.

Une actualité ou nouvelle est une information récente communiquée par les médias. On parle plus généralement de l'actualité pour désigner l'ensemble de ces informations récentes. Il s'agit d'informations sur des évènements nouveaux en cours de déroulement ou s'étant déroulés dans la journée, voire les jours précédents.

## Histoire du mot
Le radical du mot "actualité" est dérivé du latin "actualis" qui signifie "qui agit, qui met en application. Il s'oppose au mot "dictum" qui signifie "ce qui est dit". Le substantif "actualité" apparait en France qu'à partir de 1823 dans le Petit Robert de la langue française. Il est cependant concidéré encore comme néologisme jusqu'à la fin du XIXe siècle comme l'indique Le Dictionnaire encyclopédique de Quillet de 1868.
Le mot "actualité est alors "un mot à l'histoire courte, nous suggère un analogie avec ce qu'il désigne; par ailleurs, l'étymologie renvoie très directement à la notion d'acte, de mouvement, d'exécution, d'application, par opposition à ce qui est dit, aux discours(actum/dictum) 